# Sporophila
Sporophila es un género de aves paseriformes perteneciente a la familia Thraupidae que agrupa a numerosas especies nativas de la América tropical (Neotrópico), cuyas áreas de distyribución se encuentran desde el sur de Texas a través de América Central y del Sur hasta el centro de Argentina. A sus miembros de les conoce por el nombre popular de semilleros, y también espigueros, capuchinos, corbatitas, arroceros, entre muchos otros.

## Etimología
El nombre genérico femenino Sporophila es una combinación de las palabras del griego «sporos» que significa ‘semilla’, y  «philos» que significa ‘amante’.

## Características
Estos pequeños semilleros miden entre 10 y 16 cm de longitud. Constituyen uno de los géneros americanos más ricos en especies; el género puede ser polifilético. Generalmente solo los machos son distingibles, la mayoría son atractivamente coloridos y siguen un patrón. Muchas de las hembras, sin embargo no se pueden distinguir, la mayoría son marrón oliváceo a marrón por arriba, marrón apagado pálido por abajo, más amarillento en el medio del abdomen. Las excepciones son notables. Los semilleros se alimentan principalmente recolectando semillas de tallos de hierbas; cuando no están en período reproductivo, algunas especies ocurren en bandadas mixtas que se concentran donde las condiciones de alimentación son favorables, después se trasladan. Las bandadas con ocasionalmente numerosas. La nidificación ocurre, generalmente, en la estación lluviosa. A pesar de que algunas especies son comunes y familiares, el exceso de captura para el comercio de aves en cautiverio (especialmente en Trinidad y Tobago, las Guayanas, Brasil y Argentina) ha reducido muchas poblaciones, especialmente entre las menores especies (colectivamente llamadas de «caboclinhos» en Brasil y «capuchinos» en Argentina). Las especies anteriormente incluidas en Oryzoborus se caracterizan por sus picos muy robustos, por ser mayores, los machos casi enteramente negros y las hembras pardas.
Los datos genéticos indican que los niveles de divergencia genética entre las especies del presente género son bastante bajos comparados a las especies de otros géneros y que algunos de los taxones actualmente tratados como especies podrían ser parafiléticos. Tal vez en ningún otro género de aves neotropicales haya tantos taxones tratados como especies plenas que se sospecha representen individuos aberrantes o híbridos. Tradicionalmente, las relaciones dentro del género se basaron en las similitudes de plumaje, pero se ha demostrado que esto ha sido influenciado por convergencia.

## Taxonomía
Durante décadas colocado en la familia Emberizidae, el presente género, Oryzoborus y Dolospingus fueron transferidos para Thraupidae con base en diversos estudios genéticos, citando Burns et al. 2002, 2003; Klicka et al. 2007 y Campagna et al. 2011. La Propuesta N° 512 al Comité de Clasificación de Sudamérica (SACC) de noviembre de 2011, aprobó la transferencia de diversos géneros (entre los cuales Sporophila) de Emberizidae para Thraupidae.
Las especies Sporophila angolensis, S. atrirostris, S. crassirostris, S. funerea, S. maximiliani y S. nuttingi, estuvieron tradicionalmente incluidas en el género Oryzoborus, y la especie Sporophila fringilloides en un género monotípico Dolospingus, hasta que los estudios filogenéticos de Mason & Burns (2013) demostraron que estas especies se encontraban embutidas y mezcladas dentro del género Sporophila. En la Propuesta N° 604 al Comité de Clasificación de Sudamérica (SACC) se aprobó la transferencia de dichas especies a Sporophila, así como también en el Comité de Clasificación de Norte y Mesoamérica (NACC) (Chesser et al. 2014).
Los datos presentados por los amplios estudios filogenéticos recientes de Burns et al. (2014) comprueban fuertemente la monofilia del presente género, cuando incluyendo a los entonces Oryzoborus y Dolospingus, como sugerido por Mason & Burns (2013), por lo que los autores rescataron el nombre de la subfamilia Sporophilinae propuesto por el ornitólogo estadounidense Robert Ridgway en 1901, para caracterizar a este clado, ahora con un único género.

## Lista de especies
Según las clasificaciones del Congreso Ornitológico Internacional (IOC) y Clements Checklist/eBird, el género agrupa a las siguientes especies, con el respectivo nombre popular de acuerdo con la Sociedad Española de Ornitología (SEO), la secuencia es la aprobada por el SACC en la Propuesta N° 605.
| Imagen | Nombre científico                | Autor                          | Nombre común             | Estado de conservación | Distribución |
| ------ | -------------------------------- | ------------------------------ | ------------------------ | ---------------------- | ------------ |
|        | Sporophila bouvronides           | (Lesson, 1831)                 | semillero de Lesson      | LC                     |              |
|        | Sporophila lineola               | (Linnaeus, 1758)               | semillero overo          | LC                     |              |
|        | Sporophila leucoptera            | (Vieillot, 1817)               | semillero ventriblanco   | LC                     |              |
|        | Sporophila peruviana             | (Lesson, 1842)                 | semillero peruano        | LC                     |              |
|        | Sporophila telasco               | (Lesson, 1828)                 | semillero gorjicastaño   | LC                     |              |
|        | Sporophila simplex               | (Taczanowski, 1874)            | semillero simple         | LC                     |              |
|        | Sporophila castaneiventris       | Cabanis, 1849                  | semillero ventricastaño  | LC                     |              |
|        | Sporophila minuta                | (Linnaeus, 1758)               | semillero pechirrufo     | LC                     |              |
|        | Sporophila nigrorufa             | (d'Orbigny & Lafresnaye, 1837) | semillero rojinegro      | VU                     |              |
|        | Sporophila bouvreuil             | (Statius Müller, 1776)         | semillero capinegro      | LC                     |              |
|        | Sporophila pileata               | (P.L. Sclater, 1865)           | semillero capirotado     | LC                     |              |
|        | Sporophila hypoxantha            | Cabanis, 1851                  | semillero ventricanela   | LC                     |              |
|        | Sporophila ruficollis            | Cabanis, 1851                  | semillero gorjioscuro    | NT                     |              |
|        | Sporophila iberaensis            | Di Giacomo & Kopuchian, 2016   | semillero del Iberá      | EN                     |              |
|        | Sporophila palustris             | (Barrows, 1883)                | semillero palustre       | EN                     |              |
|        | Sporophila hypochroma            | Todd, 1915                     | semillero culirrufo      | NT                     |              |
|        | Sporophila cinnamomea            | (Lafresnaye, 1839)             | semillero castaño        | VU                     |              |
|        | Sporophila melanogaster          | (Pelzeln, 1870)                | semillero ventrinegro    | NT                     |              |
|        | Sporophila funerea               | (P.L. Sclater, 1860)           | semillero piquinegro     | LC                     |              |
|        | Sporophila angolensis            | (Linnaeus, 1766)               | semillero curió          | LC                     |              |
|        | Sporophila nuttingi              | (Ridgway, 1884)                | semillero nicaragüense   | LC                     |              |
|        | Sporophila maximiliani           | (Cabanis, 1851)                | semillero de Maximilian  | EN                     |              |
|        | Sporophila crassirostris         | (Gmelin, 1789)                 | semillero piquigrande    | LC                     |              |
|        | Sporophila atrirostris           | (P.L. Sclater & Salvin, 1878)  | semillero piquinegro     | LC                     |              |
|        | Sporophila corvina               | (P.L. Sclater, 1860)           | semillero variable       | LC                     |              |
|        | Sporophila (corvina) ophthalmica | (P.L. Sclater, 1860)           | semillero pechinegro     | LC                     |              |
|        | Sporophila intermedia            | Cabanis, 1851                  | semillero intermedio     | LC                     |              |
|        | Sporophila americana             | (Gmelin, 1789)                 | semillero aliblanco      | LC                     |              |
|        | Sporophila americana murallae    | (Chapman, 1915)                | semillero de Caquetá     | LC                     |              |
|        | Sporophila morelleti             | (Bonaparte, 1850)              | semillero de Morelet     | LC                     |              |
|        | Sporophila torqueola             | (Bonaparte, 1850 )             | semillero cuelliblanco   | LC                     |              |
|        | Sporophila fringilloides         | (Pelzeln, 1870)                | semillero nuquiblanco    | LC                     |              |
|        | Sporophila luctuosa              | (Lafresnaye, 1843)             | semillero negriblanco    | LC                     |              |
|        | Sporophila nigricollis           | (Vieillot, 1823)               | semillero ventriamarillo | LC                     |              |
|        | Sporophila ardesiaca             | (Dubois, 1894)                 | semillero de Dubois      | LC                     |              |
|        | Sporophila caerulescens          | (Vieillot, 1823)               | semillero corbatita      | LC                     |              |
|        | Sporophila schistacea            | (Lawrence, 1862)               | semillero pizarroso      | LC                     |              |
|        | Sporophila falcirostris          | (Temminck, 1820)               | semillero picudo         | VU                     |              |
|        | Sporophila frontalis             | (J. Verreaux, 1869)            | semillero frentiblanco   | VU                     |              |
|        | Sporophila plumbea               | (Wied-Neuwied, 1830)           | semillero plomizo        | LC                     |              |
|        | Sporophila beltoni               | Repenning & Fontana, 2013      | semillero arriero        | VU                     |              |
|        | Sporophila collaris              | (Boddaert, 1783)               | semillero acollarado     | LC                     |              |
|        | Sporophila albogularis           | (Spix, 1825)                   | semillero gorjiblanco    | LC                     |              |